# Aït Melloul
Aït Melloul (Tamazight: ⴰⵢⵜ ⵎⵍⵍⵓⵍ) is een stad in Marokko net ten zuiden van Agadir in de buurt van de monding van de rivier de Souss in de regio Souss-Massa. Het ligt ten oosten van Inezgane. Bij de volkstelling van 2024 telde de stad ruim 210 duizend inwoners. 
Het is de thuishaven van voetbalploeg Union Aït Melloul (USMAM).
In Aït Melloul komen vier hoofdwegen bij elkaar op een plein, gelegen aan de rivier.